# Corpus Christi (film)
Corpus Christi (Boże Ciało) è un film del 2019 diretto da Jan Komasa.

## Trama
Daniel è un giovane che sta scontando una pena in riformatorio per aver pestato un altro ragazzo causandone la morte. Avrebbe voluto diventare sacerdote, ma la sua fedina penale non glielo consente. Dopo aver visto e partecipato a varie atrocità nel riformatorio, nonché aver rischiato uno scontro con il fratello della sua vittima, il ragazzo viene rilasciato in libertà vigilata per lavorare in una segheria. Prima di andare partecipa ad una festa dove, annebbiato da alcool e droga, si traveste da prete. Arrivato nei pressi della segheria, Daniel non vi si presenta e raggiunge il paese vicino. Per scherzo finge di essere un prete e incontra la figlia della perpetua: viene immediatamente creduto da tutti, incluso l'anziano parroco. Quando quest'ultimo ha un malore Daniel, che nel frattempo ha assunto il nome del prete del riformatorio, si ritrova a sostituirlo in tutte le sue mansioni.
Nonostante non sia un vero prete, Daniel dimostra un innato talento per l'attività sacerdotale e riesce a farsi benvolere da tutti. Solo la perpetua sembra essergli in parte ostile, mentre invece sua figlia inizia ad avvicinarsi alla chiesa proprio grazie a Daniel. Il ragazzo conosce anche il sindaco del paese nonché proprietario della segheria, che gli chiede di benedire un nuovo padiglione durante l'imminente inaugurazione. Quando viene invitato a pranzo dalla perpetua, Daniel scopre che il figlio maggiore della donna è uno dei sei ragazzi morti un anno prima in un incidente stradale; anche il conducente dell'altra auto morì nell'incidente, tuttavia l'intero paese continua ad accusarlo della strage e ne ha impedito la commemorazione e perfino la sepoltura.
Il finto prete tenta anche di parlare con la vedova del conducente dell'altra auto, invano. Dopo aver ricevuto delle non tanto velate minacce dal sindaco del paese affinché non faccia più domande sull'incidente, Daniel pronuncia un'omelia contro di lui proprio durante l'inaugurazione: alla segheria nota però uno dei suoi compagni di riformatorio (Pinczer) fra i lavoratori. Nel frattempo il ragazzo stringe un legame sempre più forte con Marta, la figlia della perpetua, che gli mostra un video che prova che i sei ragazzi erano ubriachi poche ore prima dell'incidente. I due riescono a parlare con la vedova, scoprendo così che molti dei genitori (inclusa la perpetua) hanno scritto lettere piene di insulti alla donna. Pinczer si presenta al confessionale per estorcere del denaro a Daniel minacciando di smascherarlo. Il ragazzo celebra una messa a cui assiste anche Pinczer, questi ne rimane colpito e si presenta così in canonica: i ragazzi si ubriacano e Pinczer rivela per la prima volta di avere una figlia.
Appena dopo un'esibizione canora di Marta nel mezzo della festa di paese, Daniel annuncia che il denaro raccolto durante le offerte verrà utilizzato per celebrare il funerale del conducente defunto: il popolo insorge, ma Daniel e Marta mostrano loro le lettere minatorie e placano così le polemiche. Marta litiga con sua madre e chiede ospitalità a Daniel: i due finiscono a letto insieme e, proprio mentre ciò accade, qualcuno incendia il capanno della casa canonica. Dopodiché segue una sorta di accordo fra Daniel, la vedova, la perpetua e il sindaco, in seguito al quale le esequie vengono regolarmente celebrate. Proprio in questa occasione il vero Padre Tomasz sorprende Daniel: i due si affrontano e, sebbene il prete vorrebbe coprire il ragazzo, quest'ultimo è costretto a tornare al riformatorio. Qui viene affrontato dal fratello della sua vittima: nonostante l'inferiore prestanza fisica di Daniel questi ha la meglio. Il ragazzo, ferito e sconvolto, viene aiutato da Pinczer a fuggire. In parallelo Marta, dopo aver fatto l'autostop, lascia il paese.

## Produzione
La sceneggiatura originale del film era stata scritta dal solo Mateusz Pacewicz con il supporto di Krzysztof Rak, tuttavia il regista del film l'ha infine rimaneggiata con lo scopo di aggiungere un passato più turbolento alla vicenda personale di Daniel. La sottotrama dell'incidente stradale che scatena un trauma collettivo trae ispirazione dalla vicenda dell'incidente del Tupolev Tu-154 dell'Aeronautica Militare Polacca del 2010.
I produttori del film hanno dichiarato che la vicenda principale trae ispirazione da diversi casi di truffe riguardanti finti preti, smentendo così le dichiarazioni di un uomo secondo il quale l'opera avrebbe preso ispirazione dalla sua vicenda personale senza coinvolgerlo nella fase di produzione. Il budget investito ammonta a circa 1,3 milioni di dollari.

## Accoglienza

### Pubblico
Il film ha incassato 8,6 milioni di dollari al botteghino.

### Critica
Sull'aggregatore Rotten Tomatoes il film riceve il 97% delle recensioni professionali positive con un voto medio di 7,85 su 10 basato su 75 critiche, mentre su Metacritic ottiene un punteggio di 77 su 100 basato su 20 critiche.

## Distribuzione
Il film è stato presentato contestualmente alla 76ª Mostra internazionale d'arte cinematografica di Venezia in concorso alle Giornate degli autori ed al 44º Toronto International Film Festival, mentre è stato distribuito nelle sale cinematografiche italiane a marzo 2020.

## Riconoscimenti
- 2020 - Premio Oscar
  - Candidatura per il miglior film internazionale (Polonia)
- 2020 - European Film Award
  - Candidatura per il miglior film
  - Candidatura per il miglior regista a Jan Komasa
  - Candidatura per il miglior attore a Bartosz Bielenia
  - Candidatura per la miglior sceneggiatura a Mateusz Racewicz
- 2021 - Premio César
  - Candidatura per il miglior film straniero